# Panolis purpureofusca
Panolis purpureofusca är en fjärilsart som beskrevs av Fritz Preissecker 1923. Panolis purpureofusca ingår i släktet Panolis och familjen nattflyn. Inga underarter finns listade i Catalogue of Life.